# Кін (Нью-Йорк)
Кін (англ. Keene) — місто (англ. town) в США, в окрузі Ессекс штату Нью-Йорк. Населення — 1144 особи (2020).

## Демографія
Згідно з переписом 2010 року, у місті мешкало 1105 осіб у 526 домогосподарствах у складі 310 родин. Було 1192 помешкання
Расовий склад населення:
| - 97,6 % — білих - 0,7 % — азіатів - 0,2 % — корінних американців - 0,2 % — чорних або афроамериканців |

До двох чи більше рас належало 1,1 %. Частка іспаномовних становила 0,2 % від усіх жителів.
За віковим діапазоном населення розподілялося таким чином: 16,9 % — особи молодші 18 років, 60,1 % — особи у віці 18—64 років, 23,0 % — особи у віці 65 років та старші. Медіана віку мешканця становила 51,1 року. На 100 осіб жіночої статі у місті припадало 90,8 чоловіків;  на 100 жінок у віці від 18 років та старших — 89,3 чоловіків також старших 18 років.
Середній дохід на одне домашнє господарство  становив 75 367 доларів США (медіана — 54 519), а середній дохід на одну сім'ю — 85 232 долари (медіана — 68 542). Медіана доходів становила 41 042 долари для чоловіків та 33 622 долари для жінок. За межею бідності перебувало 4,1 % осіб, у тому числі 6,8 % дітей у віці до 18 років та 0,0 % осіб у віці 65 років та старших.
Цивільне працевлаштоване населення становило 621 особа. Основні галузі зайнятості: роздрібна торгівля — 21,1 %, освіта, охорона здоров'я та соціальна допомога — 19,8 %, мистецтво, розваги та відпочинок — 14,3 %, фінанси, страхування та нерухомість — 14,2 %.